# Уэрнер, Питер
Питер Уэрнер (англ. Peter Werner) — американский кинорежиссер и продюсер. Обладатель премии «Оскар» за лучший игровой короткометражный фильм (1977).

## Биография
Уэрнер родился в еврейской семье в Нью-Йорке, и был одним из трех детей в семье Элизабет (урожденной Грумбах) и Генри Уэрнеров. У него была сестра Пэтси Уэрнер и брат Том Уэрнер.
В 1977 году Уэрнер получил премию «Оскар» за лучший игровой короткометражный фильм за постановку короткометражного фильма «В краю льда». С тех пор он работал в основном в качестве режиссёра на телевидении, сняв ряд телевизионных фильмов, а именно «Семья мамы Флоры» , «Две матери для Закари», «Зови меня Санта-Клаус», «Выбор Грейси», «Шестнадцатилетняя мать» , «Искушение судьбы», «Перед классом».
Среди его работ на телевидение: «Говорящая с призраками», «Медиум», «Закон и порядок: Преступное намерение», «Другой мир», «Чудесные годы», «Детективное агентство «Лунный свет»», а также работа в сериалах Грэма Йоста «Бумтаун» и «Правосудие». В 2010 году он также снял телефильм под названием «Узы молчания».

## Личная жизнь и смерть
Первой женой Уэрнера была Мари Эштон; позже они развелись. Его второй женой была Кедрен Джонс. Уэрнер был отцом троих детей: Лилли Уэрнер, Кэтрин Уэрнер и Джеймса Уэрнера. Он был старшим братом телевизионного продюсера Тома Уэрнера.
Уэрнер умер от сердечных осложнений после разрыва аорты в Уилмингтоне, Северная Каролина, 21 марта 2023 года. Ему было 76 лет.